# Gunung Pucuk
Gunung Pucuk är ett berg i Indonesien.   Det ligger i provinsen Aceh, i den västra delen av landet, 1 700 km nordväst om huvudstaden Jakarta. Toppen på Gunung Pucuk är 1 723 meter över havet, eller 150 meter över den omgivande terrängen. Bredden vid basen är 1,3 km.
Terrängen runt Gunung Pucuk är huvudsakligen kuperad, men söderut är den bergig.Runt Gunung Pucuk är det mycket glesbefolkat, med 6 invånare per kvadratkilometer. I omgivningarna runt Gunung Pucuk växer i huvudsak städsegrön lövskog.